# Thanawat Thirapongpaiboon
Thanawat Thirapongpaiboon, född 14 december 1993, thailändsk snookerspelare.
Thirapongpaiboon kvalificerade sig till snookerns Main Tour inför säsongen 2010/11 genom att gå till semifinal i Asiatiska mästerskapen. Han var då 16 år gammal, och därmed den yngste spelaren på snookertouren.
Redan under sin första säsong har han imponerat, i sin första turnering, Shanghai Masters, vann han tre kvalmatcher och var bara en match ifrån att kvalificera sig för huvudturneringen. Ännu bättre gick det i German Masters, då han kvalificerade sig för sin första stora rankingturnering, han föll där i första omgången mot Graeme Dott.
I Players Tour Championship hösten 2010 lyckades Thirapongpaiboon åstadkomma ett maximumbreak, i en match i tredje omgången mot Barry Hawkins. Han blev därmed den yngste spelaren någonsin att åstadkomma ett maximumbreak i officiella sammanhang, 16 år och 312 dagar gammal.